# Catriona Bisset
Catriona Bisset (Newcastle, 1 de marzo de 1994) es una deportista de Australia que compite en atletismo. Ganó una medalla de oro en la Universiada de 2019, en la prueba de 800 m. Participó en los Juegos Olímpicos de Tokio 2020, también en la distancia de 800 m.